# Peponapis citrullina
Peponapis citrullina är en biart som först beskrevs av Cockerell 1912.  Peponapis citrullina ingår i släktet Peponapis och familjen långtungebin. Inga underarter finns listade i Catalogue of Life.